# Hadżdżi Hasan
Hadżdżi Hasan (pers. ‏حاجي حسن‎) – wieś w Iranie, w ostanie Azerbejdżan Zachodni, w szahrestanie Mijandoab. W 2006 roku liczyła 1098 mieszkańców.